# Pontcharra-sur-Turdine
Pontcharra-sur-Turdine korábbi község (település) Franciaországban, Rhône megyében. 2019. január 1-jén Dareizé, Les Olmes és Saint-Loup községgel egyesült és az így létrejött Vindry-sur-Turdine új község része lett.
Lakosainak száma 2764 fő (2018. január 1.). Pontcharra-sur-Turdine Saint-Loup, Les Olmes, Saint-Forgeux és Saint-Romain-de-Popey községekkel határos.

## Népesség
A település népességének változása:
| Lakosok száma | 2592 | 2661 | 2740 | 2698 | 2764 |
|               | 2013 | 2015 | 2016 | 2017 | 2018 |